# Рамос, Мауро
Мауро Рамос де Оливейра (порт. Mauro Ramos de Oliveira, либо просто Мауро; 7 июня 1930, Посус-ди-Калдас — 18 сентября 2002, Посус-ди-Калдас) — бразильский футболист, центральный защитник. Чемпион мира 1958 и 1962 годов в составе сборной Бразилии. В 1962 году был капитаном сборной на победном чемпионате в Чили. Также был участником чемпионата мира 1954 года в Швейцарии.

## Биография
За сборную Бразилии Мауро провёл 30 матчей. На клубном уровне большую часть своей карьеры выступал за «Сан-Паулу» и «Сантос». Был частью великой команды «Сантоса» 1960-х годов, где лидером был Пеле.
Мауро — уникальный для поколения бразильских «бикампеонов» футболист, поскольку он успел выиграть со сборной чемпионат Южной Америки 1949 года. После проигранного решающего матча чемпионата мира (в котором, впрочем, Мауро не участвовал) год спустя (Мараканасо) в сборной Бразилии произошла тотальная «чистка рядов»; одним из тех, кто смог её успешно пройти и впоследствии стать двукратным чемпионом мира, стал Мауро Рамос. Большинству же «бикампеонов» так и не удалось стать чемпионами Южной Америки (Пеле в том числе).
Примечательно, что предыдущий капитан сборной на ЧМ-1958, Беллини, также на заре своей карьеры выступал за скромный клуб «Сан-Жоаненсе».

## Титулы
- Чемпион мира (2): 1958, 1962
- Чемпион Южной Америки (1): 1949
- Победитель Кубка Бразилии (5): 1961, 1962, 1963, 1964, 1965
- Чемпион штата Сан-Паулу (9): 1948, 1949, 1953, 1957, 1960, 1961, 1962, 1964, 1965
- Победитель турнира Рио-Сан-Паулу (4): 1959, 1963, 1964, 1966
- Победитель Кубка Либертадорес (2): 1962, 1963
- Победитель Межконтинентального Кубка (2): 1962, 1963
- Обладатель Кубка Рио-Бранко: 1950
- Обладатель Кубка Рока: 1963
- Обладатель O’Higgins Cup: 1955, 1961
- Обладатель Recopa: 1968
- Brazilian Silver Cup: 1968
- Theresa Herrera Trophy: 1959
- Naranja Cup of Valencia: 1959
- Paris Tournament: 1960, 1961